# Bradići Gornji
Bradići Gornji – wieś w Bośni i Hercegowinie, w Federacji Bośni i Hercegowiny, w kantonie zenicko-dobojskim, w gminie Maglaj. W 2013 roku liczyła 430 mieszkańców, z czego większość stanowili Boszniacy.